# Franz Müller (Schauspieler)

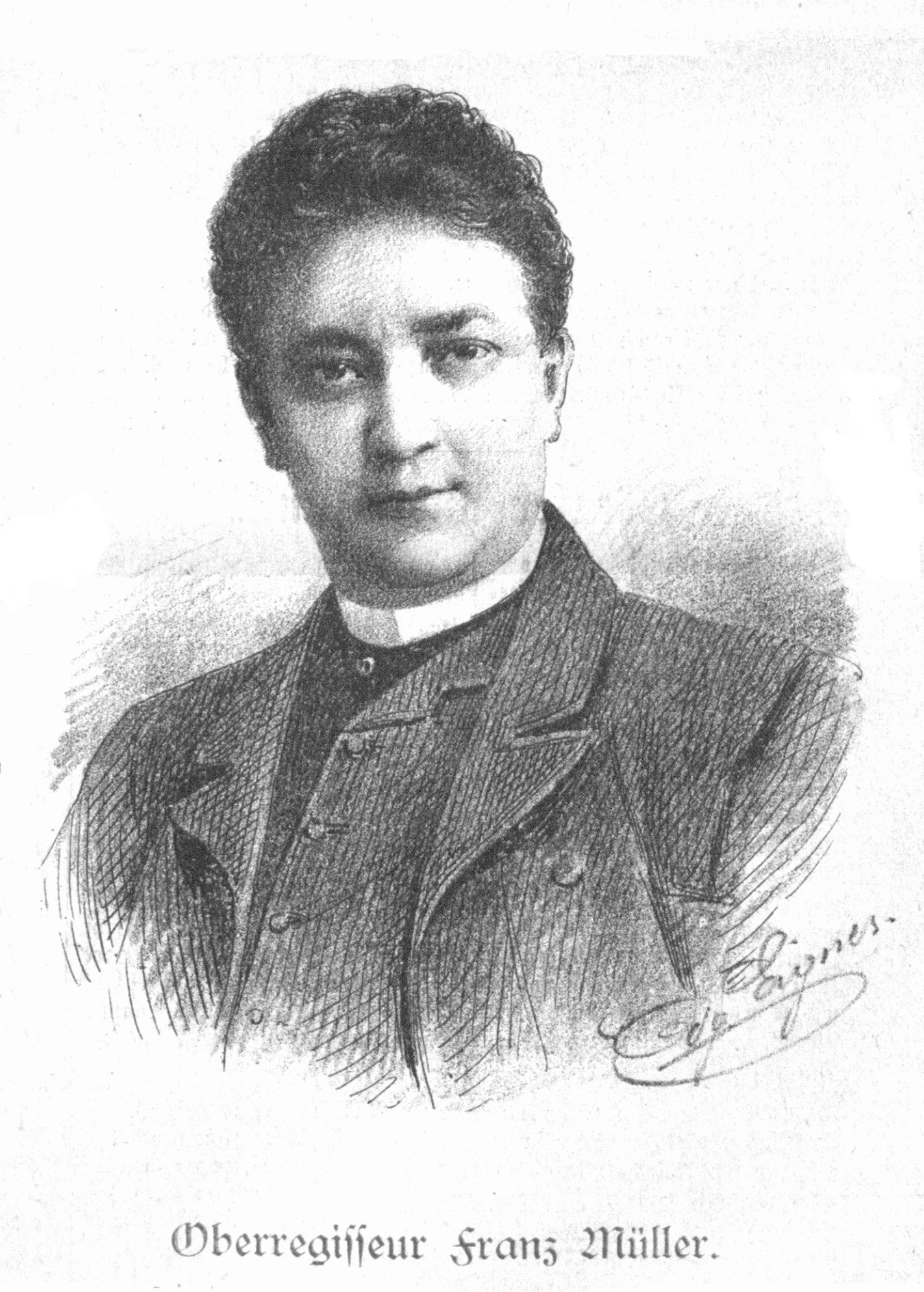
Franz Müller (1891)

Franz Müller (8. Februar 1850 in Wien – 12. Oktober 1915 in Langenzersdorf, Niederösterreich) war ein österreichischer Theaterschauspieler, -regisseur und -leiter.

## Leben
Franz Müller begann seine schauspielerische Laufbahn 1868 in Temesvár, kam jedoch bald ans Landestheater nach Graz, nach Hamburg und New York sowie an das Theater in der Josephstadt, wo er sowohl als Schauspieler wie als Regisseur bis 1892 wirkte und sich als Vertreter erster Gesangs- und charakterkomischer Partien einen guten Namen erwarb. Hierauf beteiligte er sich als Oberregisseur an den Grasellischen „Wiener Ensemble-Gastspielen“, erschien selbst in Berlin, Leipzig, Köln, München, Breslau etc. zu Gast und übernahm 1900 die Leitung des Stadttheaters in St. Pölten. Danach war er Leiter des Stadttheaters in Salzburg und zuletzt dieses in Gablonz an der Neiße.
Müller war ein erfahrener, gewiegter Darsteller, der sowohl durch sein frisches, bewegliches Spiel, seinen drastischen Humor wie durch seinen pointierten Couplet-Vortrag stets viel Erfolg erzielte.